# Doolittle (Texas)
Pour les articles homonymes, voir Doolittle (homonymie).
Doolittle est une census-designated place située dans le comté de Hidalgo, dans l’État du Texas, aux États-Unis. Sa population s’élevait à 2 769 habitants lors du recensement de 2010.